# 大坪流
大坪流（おおつぼりゅう）は、室町時代に大坪慶秀（大坪式部大輔広秀、剃髪後は道禅）が開いたと伝える、日本の古典馬術の流派の一つである。小笠原流、八条流、内藤流とともに古流とされる。

## 概要
大坪慶秀の生没年は不詳であるが、14世紀後半から15世紀前半の人物とされる。慶秀は将軍足利義満・義持に仕えたとされる説もある一方、実際には足利義教から義勝頃の時代に活躍したとの説もある。いずれにせよ、慶秀の起こした大坪流は、足利将軍家の師範たる流派として名を高めていった。
慶秀は、当時唯一の体系だった馬術流派であった小笠原流の馬術を小笠原政長に学び、「古より馬術に達する者多きも、道禅の如き未だ之を聞かず、古今独歩と謂うべし。」と評された。その後、小笠原流にとどまらず古くからの騎射を中心とした馬術を体系付け、大坪流を創流した。慶秀は、義満の命により、吉野山の桜を取ってくるため、京を辰の刻（午前8時ごろ）に発ち午の刻（正午頃）に戻る、往復26里の早駈けを行ったという。慶秀は、「鞍上に人なく、鞍下に馬なし、正に絶妙の至境」、「己を正しうして馬を咎めず」との言葉を残している。人馬一体を説いたこれらの言葉は現代の馬術にも通じるものである。「鞍上に人なく、鞍下に馬なし」は、慶秀が初めて発したものかどうかは定かでないが、現在でも使われる表現である。
また、鞍の製法も編み出したが、これは伊勢氏（小笠原氏と並ぶ礼法の家）に伝わり、伊勢流の礼法故実の秘伝となった。
3代目の斎藤国忠（さいとう くにただ）は足利義政の指南役となり、中興の祖とされる4代目の斎藤好玄（- よしはる）は義晴の師範となって、大坪流を世に広めた。小笠原流が徳川幕府の保護下で秘法を守ったのとは対照的に、その後も大坪流は全国に伝承され、多くの分派・支流を生み出した。好玄より馬術を学んだ荒木元清により新たに創始された荒木流もその１つである。
後の高松藩大坪流沼田美備は『大坪流軍馬』で、刀槍、薙刀、闘法については、『それぞれ特別な指南役があるので、それについて聞くべし』としており、武田流の金子有鄰は「大坪流は馬術専一であり馬上武芸を深く扱うことを避けている」と評している。

## 大坪本流
大坪本流（おおつぼほんりゅう）は、斎藤主税定易（青人）によって大坪流より別れて創始された馬術の流派である。
定易は大坪流8代の高橋辰光（求馬、斎藤木馬助辰光）の門人で、「馬乗りの中にも少し字の読めるのは斎藤主税のみ」と謳われた才人である。江戸時代中期において最も名声が高く、「五馭の法」を編みだして大坪本流を開いた。また、『武馬見聞集』改題『武馬必要』を著した。東京都渋谷区東の渋谷氷川神社の石段の左に自然石が置かれており、表に「守武万代石」、裏に「青人門人三千之徒」と刻まれている。
この流派より、愛宕山騎上に成功した秋田藩士・小松忠蔵を輩出した。

## 大坪新流
大坪新流（おおつぼしんりゅう）は、大坪流系統の馬術の流派である。
ただし「大坪新流」と称する馬術流派は複数存在する。
1. 土佐藩士・大坪重則（一斎）を祖とする大坪新流。
2. 会津藩士・小原俊周（柏声）を祖とする大坪新流。この流派は富山藩にも伝わった。
3. 大坪流と高麗流を学んだ今井兼任が安永頃に開いた大坪新流。この流派は伊勢亀山藩に伝わった。
4. 丹波篠山の矢野建房（秀雲軒）を祖とする大坪新流軍馬。